# Alex Bregman
Pour les articles homonymes, voir Bregman.
Alexander David Bregman (né le 30 mars 1994 à Albuquerque, Nouveau-Mexique, États-Unis) est un joueur de troisième but des Red Sox de Boston de la Ligue majeure de baseball.

## Carrière
Étudiant d'école secondaire de sa ville natale, l'Albuquerque Academy, Alex Bregman est repêché par les Red Sox de Boston au 29e tour de sélection en 2012. Il ignore cependant cette offre pour rejoindre plutôt les Tigers de l'université d'État de Louisiane. Il est le 2e choix du repêchage amateur de 2015 : après la sélection de Dansby Swanson par Arizona, les Astros de Houston jettent leur dévolu sur Bregman. Il signe avec les Astros son premier contrat professionnel en juin 2015 et perçoit une prime à la signature de 5,9 millions de dollars.
Il fait ses débuts dans le baseball majeur avec Houston le 25 juillet 2016.
Il est le plus jeune joueur de l'équipe des États-Unis qui remporte la Classique mondiale de baseball 2017.